# Smog
Pour les articles homonymes, voir Smog (homonymie).

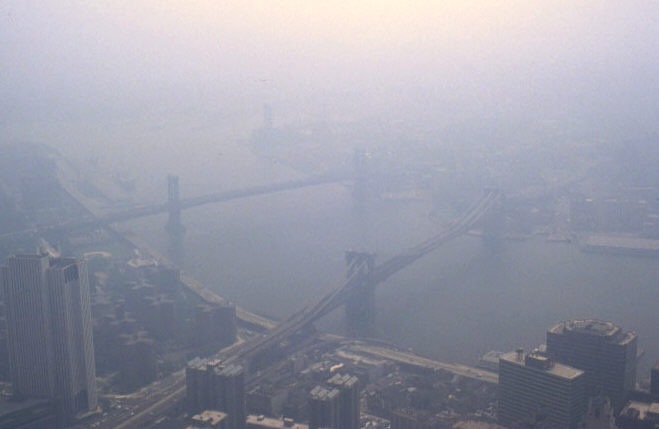
Smog à New York en 1978.

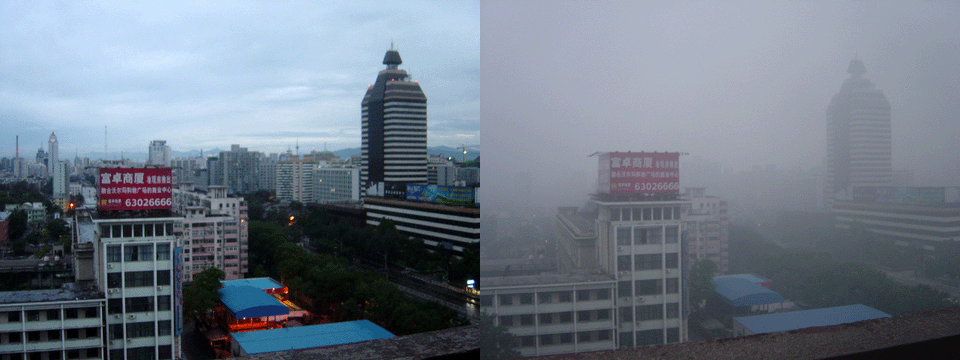
Vues de Pékin un jour après la pluie (à gauche) et un jour ensoleillé avec le smog (à droite).

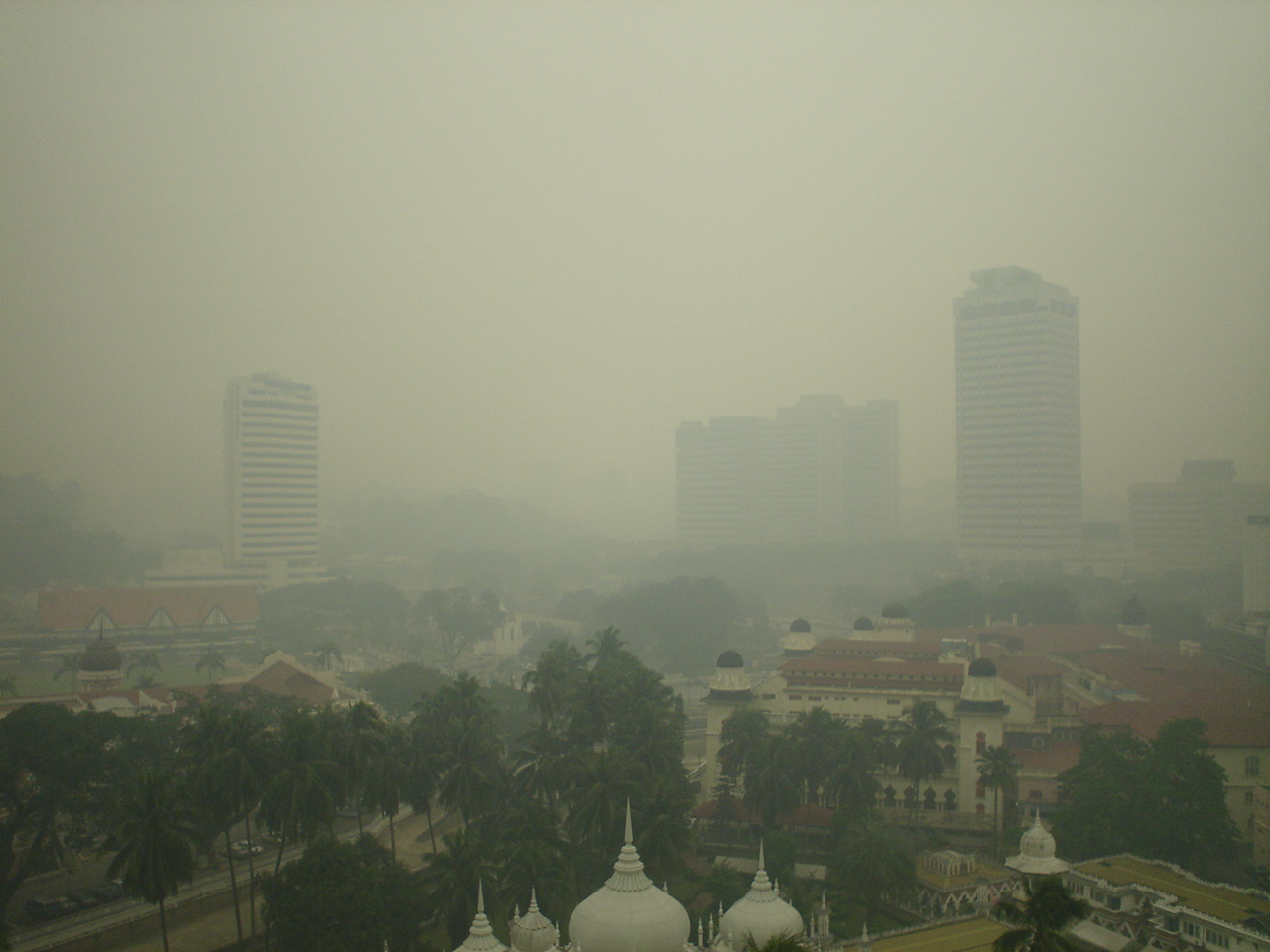
Smog à Kuala Lumpur en 2005.

Le smog, fumard ou brumée est un brouillard grisâtre artificiel urbain dû à une pollution de l'air intense qui limite la visibilité dans l’atmosphère. Issu du mélange de particules fines et d'ozone, le smog est associé à plusieurs effets néfastes pour la santé et pour l'environnement.

## Étymologie
Le terme smog est un mot-valise formé à partir des mots anglais smoke (fumée) et fog (brouillard). Ce néologisme fut inventé par Henry Antoine Des Vœux en 1905 pour décrire le mélange de brouillard et de fumée qui accablait périodiquement Londres et les autres grandes villes d'Europe.

## Histoire
Dès le XIIIe siècle, il est identifié à Londres. Édouard Ier interdit alors sans succès la combustion du charbon. Mais c'est à partir du milieu du XVIIIe siècle que les choses s'aggravent avec la révolution industrielle.
L'impact sur la santé devient une préoccupation majeure et des voix, comme celle de William Blake, s'élèvent au début du XIXe siècle, pour alerter les pouvoirs publics. En 1829, un député du Parlement, Michael Angelo Taylor (en), interpelle ses collègues et une série de dispositions législatives sont prises mais elles ne concernent pas le chauffage domestique et ne prévoient pas de moyens de contrôle adaptés. La situation empire donc tout au long du siècle. Les protestations se multiplient, notamment celles de John Ruskin. La publication du livre London Fogs du météorologiste Francis Albert Rollo Russell (en), marque aussi les esprits.  
Une amélioration se fait sentir au XXe siècle, avec la réduction drastique des usages du charbon et des conditions climatiques moins propices.  

## Origine et mécanismes
Le smog résulte de la condensation dans les basses couches de l'atmosphère (troposphère) de l'humidité (brouillard) sur des poussières en suspension, souvent en présence d'ozone et de NOx dans la troposphère dans un contexte où des gaz d'échappement (de moteurs Diesel prioritairement mais aussi des moteurs à Essence depuis qu'on utilise des pressions d'injection direct de plus en plus élevées) ou de la fumée est produite par la combustion de combustibles fossiles, avec émissions de quantités importantes de gaz sulfureux (comme le dioxyde de soufre) dans le cas du charbon et de fiouls non désoufrés. Ce cocktail de polluants interfère avec les autres poussières en suspension sur lesquelles se condense la vapeur d'eau contenue dans l'air.
L'influence de la combustion de biomasse (chauffage au bois résidentiel, feux en plein air des ménages et de l'agriculture /  sylviculture) se surajoute à celle des combustibles fossiles dans la formation du smog hivernal,.
L'absence de vent et des conditions météorologiques d'inversion atmosphérique font durer ce phénomène. Des études récentes montrent que le réchauffement et le dérèglement climatique peuvent causer et/ou aggraver ce type de situation.
Ainsi un smog exceptionnellement long s'est étendu sur la région des plaines de la Chine orientale en janvier 2013, causant la pire pollution de ce type jamais enregistrée dans cette région. Ce smog a pu s'installer en raison de conditions atmosphériques très défavorables qui semblent liées à la perte de glace de mer en arctique lors de l'automne précédent, suivies de chutes de neige boréales importantes en début d'hiver, ces phénomènes ayant alors affecté la circulation atmosphérique en inhibant la circulation de la masse d'air de ces régions. Les simulations issues des modèles climatiques montrent qu'il existe un « forçage cryosphérique boréal » qui influe sur la circulation atmosphérique régionale de la Chine orientale. Les auteurs de l'étude estiment que dans le contexte de réchauffement actuel de l'arctique, les événements de smogs hivernaux extrêmes pourraient se multiplier en Chine, ce qui devrait inciter à fortement réduire les émissions de gaz à effet de serre.
Une autre étude avait aussi pointé un effet secondaire d'une autre anomalie climatique (perturbation de l'Oscillation quasi biennale) qui semble elle aussi induite par le dérèglement climatique planétaire et qui pourrait induire des hivers plus humides avec brouillards plus denses et persistants en Europe de l'Ouest selon une première modélisation, encore à confirmer.

## Smog photochimique
Le smog photochimique est un type de smog dont la cause principale est l'élévation de la concentration en ozone troposphérique, principalement en milieu urbain et en été. L'origine de cette pollution provient essentiellement du trafic par l'émission de dioxyde d'azote, des composés organiques volatils, en présence de rayonnement solaire. Les réactions chimiques impliquées dans le phénomène font notamment intervenir la photolyse, d'où l’appellation de smog "photochimique".
Les réactions qui participent à la formation d'ozone troposphérique sont les suivantes, :
{\displaystyle {\ce {NO2 ->[{hv}] NO + O^{(3p)}}}}
Où le dioxyde d'azote est photolysé pour former du monoxyde d'azote ainsi qu'un oxygène triplet. Cette réaction se produit en journée où la longueur d'onde du rayonnement impliqué est inférieure à 420 nm .
Une seconde réaction se produit également en journée : 
{\displaystyle {\ce {O^{(3P)}+ O2 + M -> O3 + M}}}
Cette dernière est à l'origine de la production d'ozone. L'augmentation de la concentration en ozone dans la troposphère peut ainsi principalement être constatée entre 11h et 16h en milieu urbain et en été.
Pendant la nuit, il se produit la réaction suivante :
{\displaystyle {\ce {O3 + NO -> NO2 + O2}}}
La concentration en ozone diminue ainsi la nuit. Cet équilibre est perturbé par l'émission de composés organiques volatils, précurseurs de la formation d'ozone.
L'une des solutions envisagée pour lutter contre le smog photochimique est de réduire l'émission de composés organiques volatils par la diminution de la vitesse des véhicules ou la réduction de la densité du trafic.